# Javorivský rajón
Javorivský rajón (ukrajinsky Яворівський район) je rajón ve Lvovské oblasti na Ukrajině. Hlavním městem je Javoriv a rajón má přibližně 179 tisíc obyvatel. 

## Města v rajónu
- Javoriv
- Mostyska
- Novojavorivsk
- Sudova Vyšňa